# Podlesiec (Wzgórza Trzebnickie)
Podlesiec – wzgórze, wzniesienie, położone w obrębie Wzgórz Trzebnickich, w mikroregionie Grzbietu Trzebnickiego. Znajduje się w gminie Oborniki Śląskie, w miejscowości Osolin. Jego wierzchołek położony jest na wysokości bezwzględnej wynoszącej 181,0 m n.p.m.

## Położenie i otoczenie
Podlesiec jest częścią Wzgórz Trzebnickich}, będących mezoregionem o identyfikatorze 318.44 (według regionalizacji fizycznogeograficznej opracowanej przez Jerzego Kondrackiego), należących do Wału Trzebnickiego (makroregion o indeksie 318.4). W ramach tych Wzgórz Trzebnickich wyróżnia się także mikroregion, obejmujący Podlesiec – Grzbiet Trzebnicki (mikroregion o indeksie 318.444). Wzgórze to leży w północno-zachodniej części Grzbietu Trzebnickiego.
Natomiast pod względem podziału administracyjnego wzniesienie jest położone na terenie gminy Oborniki Śląskie, w miejscowości Osolin, w obrębie ewidencyjnym Osolin. Gmina ta przynależy do powiatu Trzebnickiego w województwie dolnośląskim.
Na południe i wschód od tego wzniesienia w ramach Grzbietu Trzebnickiego położony jest Płaskowyż Lipy i nieco na wschód od niego Długie Wzgórze, natomiast na kierunku północno-wschodnim Osolińska Góra, leżąca także w obrębie Osolina. W kierunku zachodnim zaś leży Godzięcińska Górka już w ramach mikroregionu Wzgórz Skrzypińskich.

## Charakterystyka
Najwyższy punkt wzgórza Podlesiec osiąga wysokość bezwzględną wynoszącą 181,0 m n.p.m. Masyw wzniesienia jest pokryty jest zadrzewieniem otoczonym zabudową znajdującą się w rejonie ulic: Dębowa, Bukowa, Modrzewiowa, Klonowa i Świerkowa. Po przeciwnej stronie ulicy Dębowej znajduje się teren szkolny. Jest to Szkoła Podstawowa im. Jana Brzechwy w Osolinie.

## Nazwa
Nazwa własna – Podlesiec – jest nazwą urzędową. Została ustalona i ujęta w państwowym rejestrze nazw geograficznych na podstawie Zarządzenia nr 70 z dnia 30 marca 1954 r. wydanego przez Prezesa Rady Ministrów (Monitor Polski z 1954 nr 38, poz. 516). Odnosi się ona do ukształtowania terenu należącego do rodzaju wzgórza, wzniesienia. W rejestrze tym przypisano jej identyfikator: PRNG – 205736, identyfikator IIP – PL.PZGiK.320.NGRP.205736. Podaje on następujące współrzędne geograficzne punktu głównego masywu: szerokość geograficzna – 51°20'25"  N, długość geograficzna – 16°50'43" E. W rejestrze tym jest ważna od 30.03.2015 r.
W czasie przynależności tego obszaru do Niemiec wzniesienie nosiło nazwę Toten Berg.